# Tabajara (Inhapim)
Tabajara é um distrito do município brasileiro de Inhapim, no interior do estado de Minas Gerais. Segundo o censo demográfico de 2022, realizado pelo Instituto Brasileiro de Geografia e Estatística (IBGE), sua população era de 1 104 habitantes e havia 419 domicílios particulares permanentes ocupados. Possui área de 132,96 km² conforme a Fundação João Pinheiro (FJP).
De acordo com o IBGE, em 2010 a população era de 1 558 habitantes e havia 622 domicílios particulares.
Foi criado pela lei estadual nº 148 de 17 de dezembro de 1938, juntamente à emancipação de Inhapim e com a denominação de Veadinhos. Passou a se chamar Tabajara pela lei estadual nº 2.764 de 30 de dezembro de 1962.
O topônimo Tabajara significa "senhor das aldeias". A origem é da língua tupi: taba - aldeia, e îara - senhor.[carece de fontes?]